# Брита
Във фантастичната Средна земя на фентъзи-писателя Джон Роналд Руел Толкин Брита (на английски: Brytta) е единадесетия по ред крал на Рохан.
Брита е син на крал Фреалаф и става крал на Рохан след смъртта на своя баща през 2798 г. от Третата епоха на Средната земя.
През неговото управление Рохан все още се възстановява от войните с дунледингите и отвъд западните граници на Рохан обстановката все още е враждебна. Брита продължава заниманията на своя баща да помага на нуждаещите се и по този начин си печели прякора Леофа (Léofa), което в превод означава „обичан“.
Освен проблемите с дунледингите по време на неговото управление започва и Войната на джуджетата и орките, която става причина огромен брой орки напускат Мъгливите планини и се опитват да се заселят в Белите планини, разположени южно от Рохан. Брита организира армията на Рохан и избива тези орки и по времето на неговата смърт всички смятат че, Рохан е освободен от орките.
Брита управлява в продължение на около 44 години и е наследен от сина си Валда, след като умира през 2842 г. Т.Е.